# Tatort: Dicker als Wasser
Dicker als Wasser ist ein Fernsehfilm aus der Krimireihe Tatort. Der von der Colonia Media für den WDR produzierte Beitrag wurde am 19. April 2015 im Programm der ARD Das Erste erstmals ausgestrahlt. In dieser 944. Tatortfolge ermitteln die von Klaus J. Behrendt und Dietmar Bär verkörperten Kölner Hauptkommissare Ballauf und Schenk in ihrem 63. Fall. Die Haupt-Gaststars dieser Folge sind Armin Rohde, Ludwig Trepte, Alice Dwyer, Jochen Nickel und Patrick Abozen.

## Handlung
Laura Albertz findet ihren Freund Oliver Mohren nachts tot vor seinem Szenelokal „Sax Club“. Bei der Befragung durch die Kriminalhauptkommissare Max Ballauf und Freddy Schenk verwickelt sich Laura schnell in Widersprüche. Sie gibt offen zu, noch immer Kontakt mit ihrem Exfreund Erik Trimborn zu haben, sodass die Ermittler eine Beziehungstat vermuten. Laura gibt an, Erik immer noch zu lieben und ihn nur verlassen zu haben, weil sein Vater ein Tyrann sei und sie unter diesen Bedingungen keine Zukunft für sie beide gesehen habe.
Erik Trimborn äußert bei einer Befragung durch Ballauf und Schenk, dass er mit Mohren befreundet gewesen sei, diese Freundschaft allerdings darunter gelitten habe, dass Mohren ihm seine Freundin ausgespannt habe. Das sei jedoch kein Grund, ihn zu töten. Noch während die Kommissare Trimborn befragen, lernen sie seinen Vater Ralf kennen. Dieser will seinem Sohn für die fragliche Nacht ein Alibi geben und mischt sich ungefragt in die Unterredung ein. Schenk recherchiert über ihn und findet heraus, dass Ralf Trimborn erst vor kurzem aus der Haft entlassen wurde, in der er eine Strafe von neun Jahren wegen Totschlags verbüßt hat. Von Laura Albertz erhält Schenk den Hinweis, Elisabeth Förg zu befragen. Sie sei Eriks Großmutter und könnte ihnen einiges über dessen Vater erzählen. Ballauf und Schenk fahren zu ihr, und sie berichtet den Beamten, dass Ralf Trimborn ihre Tochter wiederholt geschlagen habe und sie sich sicher sei, dass er sie seinerzeit in der Badewanne ertränkt habe, was dann als Unfall dargestellt worden sei. Da Ralf Trimborn einen geschickten Anwalt hatte, kam es nie zu einer Anklage, und alle Verfahrensunterlagen wurden auf dessen Betreiben mit Hinweis auf Datenschutz gelöscht. Schenk spricht mit Oberstaatsanwalt a. D. Heuwagen, der damals den Fall bearbeitet hatte. Dieser ist auch jetzt noch davon überzeugt, dass Trimborn eine Schuld an dem Tod seiner Frau nicht nachzuweisen war und ist. Ein Freund habe seinerzeit sehr überzeugend für Ralf Trimborn ausgesagt, sodass die Beweislage nicht ausgereicht hätte, um Anklage zu erheben. Dieser Zeuge war Jürgen Mohren, der Vater des Opfers, der seit einigen Jahren auf Teneriffa lebt. Derzeit ist er aber in Köln, da er nach dem Tod seines Sohnes nach Deutschland zurückgekehrt ist und sich um den Nachlass und die Kneipe kümmern will.
Ralf Trimborn plant einen Überfall und will, dass sein Sohn ihm als zweiter Mann zur Seite steht. Als dieser sich weigert, macht er ihm mit Gewalt klar, dass Blut nunmal dicker als Wasser sei und er gar keine andere Wahl habe. Auch für Schenk ist klar, dass Trimborn der Schlüssel zu ihrem Fall ist. Recherchen haben ergeben, dass Ralf Trimborns Haus zur Zwangsversteigerung ausgeschrieben ist, weshalb dieser dringend Geld braucht, das er sich kurzfristig mittels einer weiteren Straftat beschaffen will. Die ermittelten Tatsachen rechtfertigen eine Überwachung, und die Ermittler versuchen, Ralf Trimborns Handygespräche abzuhören. So können sie in Erfahrung bringen, dass Jürgen Mohren Trimborn Geld schuldet. Nun liegt die Vermutung nahe, dass Trimborn der alten Schulden wegen Mohrens Sohn bedroht hatte, es zum Streit kam und Oliver Mohren dabei den Tod fand. Unerwartet meldet sich Jürgen Mohren auf dem Kommissariat. Trimborn habe ihn vor Kurzem aufgesucht und ihm zu verstehen gegeben, dass er sein Geld zurück wolle. Nun hat Mohren Angst vor seinem ehemaligen Freund. Er erklärt Ballauf, dass Ralf Trimborn ein „Ungeheuer“ sei. Der Vorfall mit seiner Frau sei kein Unfall gewesen, sondern Absicht. Trimborn habe ihn an der Lebensversicherung seiner Frau beteiligt, weshalb er damals die Falschaussage gemacht habe.
Jürgen Mohrens Angst war berechtigt. Am Abend lauert ihm Ralf Trimborn auf und erschießt ihn kaltblütig. Als die Polizei die Leiche findet, ist den Ermittlern klar, dass Trimborn tatsächlich vor nichts zurückschreckt. Sie forcieren die Überwachung und können den Überfall verhindern. Ralf Trimborn wird dabei getötet.

## Produktion

### Produktionsnotizen
Der Film wurde vom 1. bis zum 30. Juli 2014 in Köln und Umgebung unter dem Arbeitstitel Das Ungeheuer gedreht. Die Audiodeskription zum Film wurde von der WDR Media Group erstellt. Sprecherin ist Nicole Engeln.

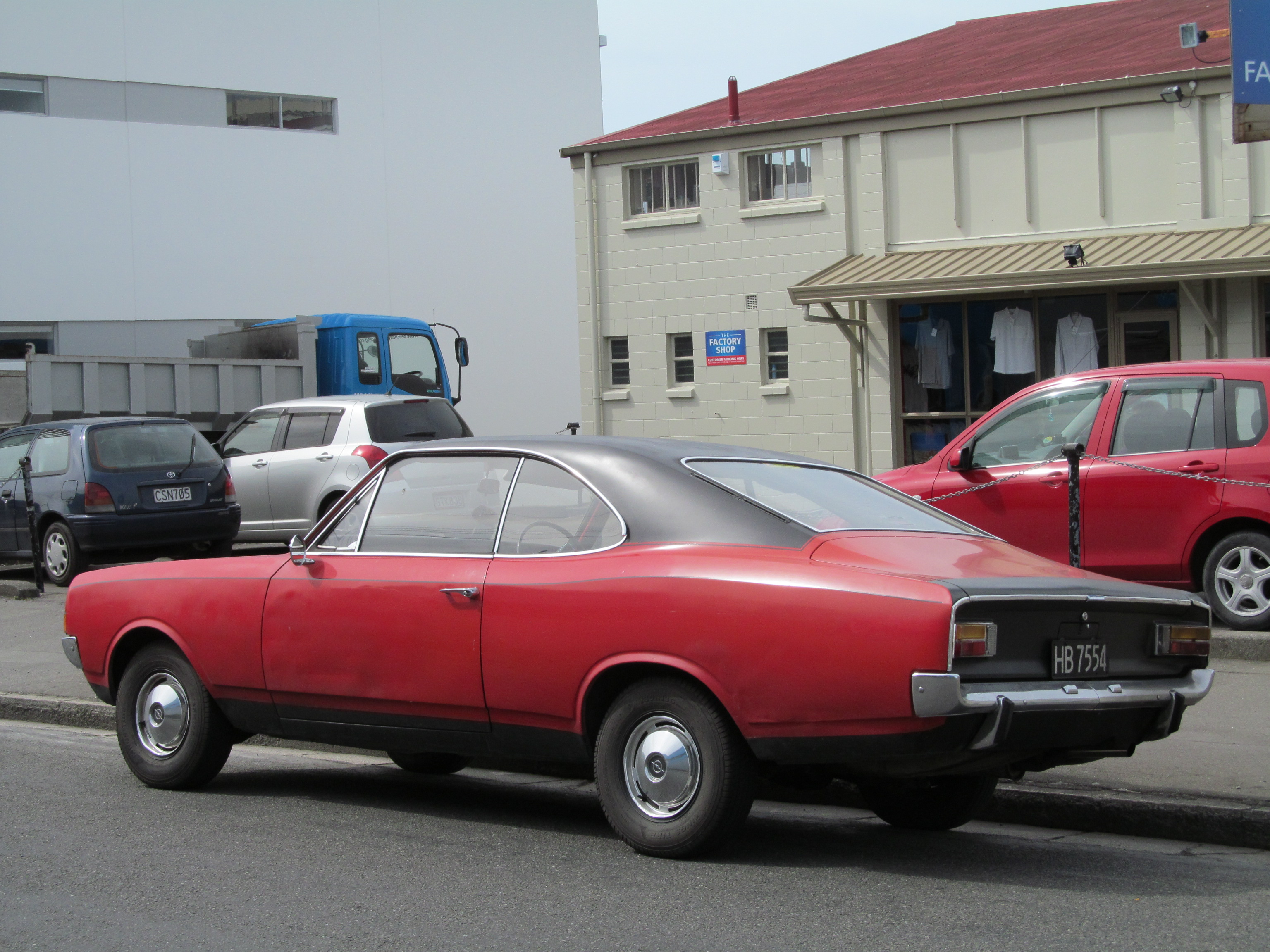
Beispiel für den „Dienstwagen“ von KHK Schenk (das im Film verwendete Auto ist in Goldmetallic)

Wie üblich nutzt Kriminalhauptkommissar Freddy Schenk als „Dienstwagen“ einen Oldtimer, diesmal einen Opel Rekord C Coupe Baujahr 1967 bis 72.

### Interviews mit den Hauptdarstellern
Klaus J. Behrendt meinte, einen Film mit Armin Rohde und Kaspar Heidelbach zu machen, sei „zu gewissen Teilen auch immer eine Reise in die Vergangenheit“, da man mit beiden von ihnen diverse Projekte verwirklicht habe. Mit Rohde habe er vor 26 Jahren, mit Heidelbach erstmals vor 25 Jahren zusammengearbeitet, von Dietmar Bär „ganz zu schweigen“. Bereits den Tatort: Bestien von 2001 habe man zusammen gemacht. Und es mache „immer noch Spaß!“ Es gebe immer wieder etwas zu entdecken.
Dietmar Bär verwies darauf, dass es eine der großen Freuden seines Berufes sei, sehr geschätzte Kollegen, die man schon lange kenne, als Gäste im Kölner Tatort empfangen zu können, um mit ihnen eine packende Geschichte zu erzählen. Armin Rohde sei so jemand; mit ihm habe er 1984 im Schauspielhaus Bochum als Anfänger zusammen auf der Bühne gestanden. Danach sei man sich – bei „verschiedensten Arbeiten und mit viel Spaß am Spiel“ – immer wieder vor der Kamera begegnet. Auch Bär verwies auf den Tatort: Bestien. Auch freue er sich über Patrick Abozen als neues Teammitglied sehr, auch wenn seine Figur Freddy Schenk das erst noch begreifen müsse.
An Armin Rohde ging die Frage, ob er die Guten oder die Bösen lieber spiele. Der Schauspieler entgegnete, dass er beim Spielen nicht in solchen Kategorien denke, sondern über die Situationen an seine Rollen herangehe. Auch Rohde meinte, alte Kollegen zu treffen, sei immer schön. Und wenn dann noch die Mischung stimme, zum Beispiel hier mit Ludwig Trepte, der neu dazu gekommen sei, mache es besonders viel Spaß. Auf seine Rolle angesprochen, in der er seinen erwachsenen Sohn tyrannisiere und warum dieser sich das gefallen lasse, antwortete Rohde, weil er gegen den „übermächtigen Vater“ nicht ankomme, es staue sich „emotional viel auf, bis zu dem Moment, wo er es nicht mehr“ ertrage.
Patrick Abzozen, der den neuen Assistenten Tobias Reisser spielt, charakterisierte seine Rolle als hochsensiblen Charakter, der für die anderen „fast geheimnisvoll“ sei. Seine große Emotionalität und sein extremes Einfühlungsvermögen würden Reisser helfen, „die Fälle oft aus einer anderen Perspektive zu sehen“. Seinen Platz im Team müsse er sich „allerdings noch erkämpfen“.

## Rezeption

### Kritiken
„Doch brisant ist an dem neuen Fall gar nichts. […]  Kommissar Schenk […] und Kollege Ballauf […] werden von Drehbuchautor Norbert Ehry und Regisseur Kaspar Heidelbach aufs übliche Verdächtigen-Hopping geschickt. Der Plot ist plump, der Erzählrhythmus eher Bumbum als Jazz, fast alle Figuren wirken konstruiert. […] Nur einer strahlt: Armin Rohde, der Rocker-Rächer von 2001, gibt hier ein weiteres Mal den Knochenbrechervater.“

„Dieser Tatort beginnt so traditionell, man hätte glatt die Stahlnetz-Erkennungsmelodie nochmal drüberlegen können. […] 'Show, don’t tell', sagen die Amerikaner, das ist ihr Rezept für eine gute Geschichte. Aber hier wird immer nur erzählt, erzählt, Autotür auf, Autotür zu, […] So geht es weiter, die Ausmaße des Fragenkatalogs sind tatsächlich erstaunlich […]“

Die Redaktion von TV Spielfilm zeigte mit dem Daumen zur Seite, gab für Humor, Action und Spannung je einen von drei möglichen Punkten und befand: „Der Fall ist komplett um Rohde konzipiert, der als Bösewicht recht eindimensional vor sich hin wütet.“ Fazit: „One-Man-Show von Rohde, der Rest: fad“.
Die Redaktion des Filmdienstes bewertete den Film folgendermaßen: „Routinierter (Fernsehserien-)Krimi als Kölner ‚Tatort‘- Beitrag, der vor allem wieder von der authentisch wirkenden Kauzigkeit der beiden Polizisten zehrt. – Ab 14.“
Volker Bergmeister gab dem Film auf der Seite tittelbach.tv vier von sechs möglichen Sternen und fasste zusammen: „Ein glänzender Armin Rohde, ein starkes Ensemble mit weiteren Top-Schauspielgästen (Ludwig Trepte & Alice Dwyer) an seiner Seite, Zuwachs fürs Ermittlerteam und eine Mischung aus Gangsterfilm und Vater-Sohn-Drama: der ‚Tatort – Dicker als Wasser‘ von Kaspar Heidelbach & Norbert Ehry hat viel zu bieten. Und Freddy verrennt sich wieder.“ Armin Rohde habe „eine schauspielerische Bandbreite, die enorm“ sei, befand der Kritiker. Der Tatort sei mehr als ein Krimi, nämlich „eine packende Vater-Sohn-Geschichte, ein Drama über Abhängigkeiten, Tyrannei und einen Mann, der alles und jeden um sich herum zu manipulieren versucht und nach dem Prinzip handelt: Wer eine Rechnung mit mir offen hat, muss bezahlen“. Rohde spiele diesen „skrupellosen Gangster und übermächtigen Vater superb“, beinahe sei man versucht, „diesen rücksichtslosen Kotzbrocken sympathisch zu finden“. Der Film hätte „ein Solo für Rohde werden können, doch Trepte, Dwyer und auch Jochen Nickel“ trügen dazu bei, „dass dieser Krimi ein gutes Ensemblestück geworden“ sei.

### Einschaltquote
Die Erstausstrahlung von Dicker als Wasser am 19. April 2015 wurde in Deutschland von 10,73 Millionen Zuschauern gesehen und erreichte einen Marktanteil von 30,6 % für Das Erste. Damit gehörte sie zu den 20 meistgesehenen Fernsehsendungen des Jahres 2015.